# Asperula calabra
Asperula calabra là một loài thực vật có hoa trong họ Thiến thảo. Loài này được (Fiori) Ehrend. & Krendl mô tả khoa học đầu tiên năm 1974.